# 관입술꿀박쥐
관입술꿀박쥐(Anoura fistulata)는 주걱박쥐과(신세계잎코박쥐류)에 속하는 박쥐의 일종이다. 2005년 처음 기재되었다. 종소명 fistulata은 "관"(tube)을 의미하는 라틴어 단어 "피스툴라"(fistula)에서 유래했다. 박쥐의 아랫 입술이 윗 입술보다 3.3~4.8mm 이상 연장되어 깔때기 형태로 말려 있다. 관입술의 정확한 기능은 알려져 있지 않다. 어떤 포유류의 체형에 비해 가장 긴 혀(8.5cm)를 갖고 있다. 전체 몸길이의 150% 크기이다. 수렴 진화에 의해, 천산갑와 큰개미핥기(Myrmecophaga tridactyla) 그리고 관입술꿀박쥐 모두 설골에서 분리된 긴 혀를 갖고 있으며, 흉곽 깊이 인두를 지나 확장된다.

## 같이 보기
- 조프루아민꼬리박쥐
- 꼬리있는민꼬리박쥐